# Ratpenat cuallarg de Chapin
El ratpenat cuallarg de Chapin (Mops chapini) és una espècie de ratpenat de la família dels molòssids.
Es troba a la República Democràtica del Congo, Etiòpia, Ghana, Kenya i Uganda. Habita la sabana.

## Subespècies
- Mops chapini chapini
- Mops chapini lancasteri
- Mops chapini shortridgei